# The Kenny Drew Trio
| Recensione | Giudizio |
| ---------- | -------- |
| AllMusic   | [ 1 ]    |

The Kenny Drew Trio è un album discografico del pianista jazz statunitense Kenny Drew (l'album è a nome della Kenny Drew Trio), pubblicato dall'etichetta discografica Riverside Records nel febbraio 1957.

## Tracce
Lato A
1. Caravan – 4:52 (Irving Mills, Juan Tizol, Duke Ellington)
2. Come Rain or Come Shine – 6:06 (Johnny Mercer, Harold Arlen)
3. Ruby My Dear – 5:43 (Thelonious Monk)
4. Weird-O – 4:03 (Kenny Drew)

Lato B
1. Taking a Chance on Love – 4:39 (John Latouche, Vernon Duke)
2. When You Wish Upon a Star – 5:16 (Ned Washington, Leigh Harline)
3. Blues for Nica – 5:29 (Kenny Drew)
4. It's Only a Paper Moon – 6:25 (Yip Harburg, Billy Rose, Harold Arlen)

## Musicisti
- Kenny Drew - pianoforte
- Paul Chambers - contrabbasso
- Philly Joe Jones - batteria

Note aggiuntive
- Orrin Keepnews e Bill Grauer - produttori
- Registrazioni effettuate il 20 e 26 settembre 1956 al Reeves Sound Studios di New York
- Jack Higgins - ingegnere delle registrazioni
- Fran Scott - design copertina album
- Roy De Carava - fotografia[4]